# Vorab Pign
Vorab Pign är en bergstopp i Schweiz.   Den ligger i regionen Surselva och kantonen Graubünden, i den östra delen av landet, 130 km öster om huvudstaden Bern. Toppen på Vorab Pign är 2 857 meter över havet, eller 32 meter över den omgivande terrängen. Bredden vid basen är 0,27 km.
Terrängen runt Vorab Pign är huvudsakligen bergig, men den allra närmaste omgivningen är kuperad. Närmaste större samhälle är Ennenda, 19,2 km norr om Vorab Pign. 
Trakten runt Vorab Pign består i huvudsak av gräsmarker. Runt Vorab Pign är det ganska glesbefolkat, med 47 invånare per kvadratkilometer.